# Grand Junction Railway
Die Grand Junction Railway (GJR) war eine britische Eisenbahngesellschaft, die von 1833 bis 1846 existierte. Ihre Strecke führte von Birmingham über Wolverhampton, Stafford und Crewe in die Nähe von Warrington, wo Anschluss an die 1830 eröffnete Liverpool and Manchester Railway (L&MR) bestand. Die GJR betrieb ab 1838 den weltweit ersten Postzug, in dem das Sortieren während der Fahrt erfolgte.
Das Parlament erließ 1833 das Gesetz zum Bau der 132 km langen Strecke. Sie wurde von George Stephenson und Joseph Locke geplant und am 4. Juli 1837 in Betrieb genommen. Die Hauptbetriebswerkstatt befand sich in Crewe. Kurz nach der Eröffnung wurde der Endpunkt in Birmingham vom Stadtteil Duddeston zum Bahnhof Curzon Street verlegt, wo Anschluss an die London and Birmingham Railway bestand.
1840 übernahm die GJR die Chester and Crewe Railway kurz vor deren Eröffnung. Die Gesellschaft trieb die Entwicklung der North Union Railway (NUR) in Richtung Preston voran und war auch an der Lancaster and Carlisle Railway sowie an der Caledonian Railway beteiligt. 1845 fusionierte die GJR mit der L&MR und konsolidierte ihre Position mit der Übernahme der NUR (zusammen mit der Manchester and Leeds Railway).
Die GJR war sehr profitabel und konnte jedes Jahr Dividenden von mindestens 10 Prozent auszahlen. 1846 ging die Gesellschaft in der London and North Western Railway auf. Heute bildet die Strecke der GJR den zentralen Abschnitt der West Coast Main Line.